# Kalynivka (Raión de Berezivka)
Kalinovka (ucraniano: Калинівка) es una localidad del Raión de Berezivka en el óblast de Odesa del sur de Ucrania. Según el censo de 2001, tiene una población de 483 habitantes.